# خاران (ایالت شاهزاده نشین)
ایالت خاران (اردو: ریاست خاران) یک ایالت شاهزاده نشین خودمختار در هند بریتانیا و تحت تسلط «قبیله نوشیروانی بلوچ» بود که در سال ۱۹۴۸ به پاکستان پیوست. این ایالت شاهزاده نشین در سال ۱۹۵۵ منحل و قلمروی آن به پاکستان غربی الحاق شد. این منطقه بخشی از ایالت بلوچستان امروزی در جنوب غربی پاکستان را در بر می‌گیرد.
خاران در ۱۷ مارس ۱۹۴۸ به عنوان یک ایالت شاهزاده نشین خود مختار به پاکستان ملحق شد و در ۳ اکتبر ۱۹۵۲ به اتحادیه ایالت های بلوچستان پیوست. این ایالت در ۱۴ اکتبر ۱۹۵۵ با ادغام اکثر مناطق غربی پاکستان برای تشکیل ایالت پاکستان غربی منحل شد. با انحلال این ایالت در سال ۱۹۷۰، این قلمرو به عنوان ناحیه خاران در ایالت بلوچستان تبدیل شد.

## خان‌های خاران

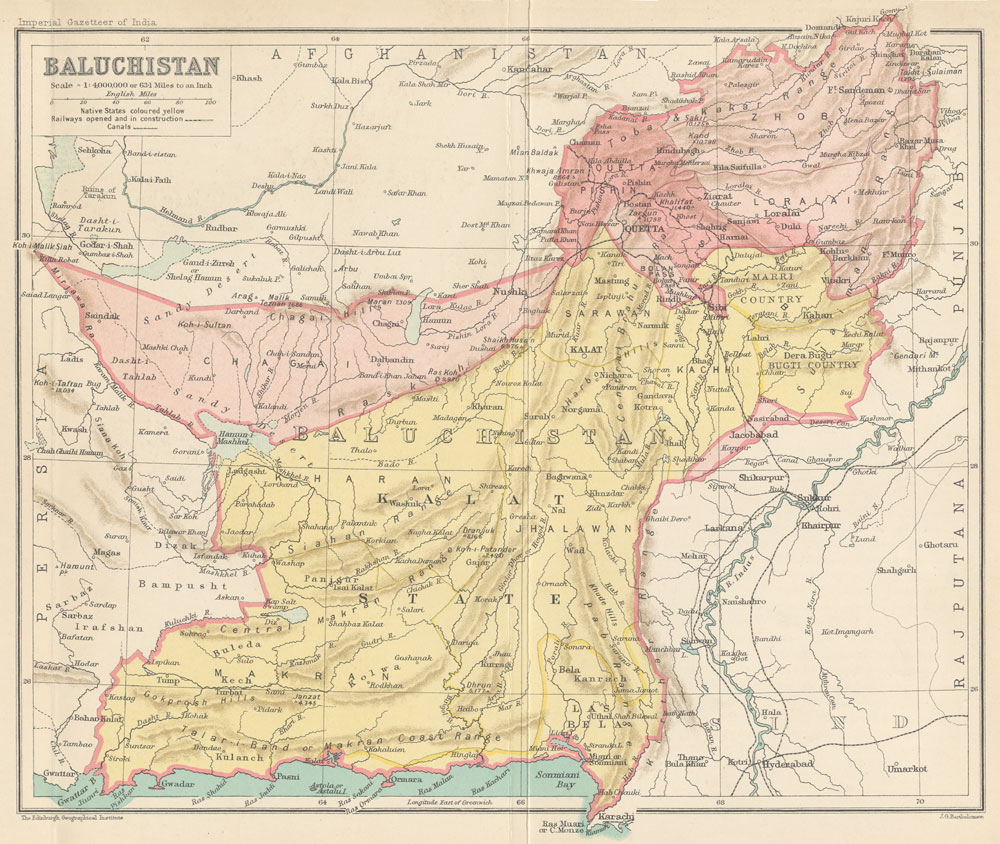
نقشه آژانس بلوچستان

| خان‌های خاران             | تصدی      |
| ------------------------ | --------- |
| دینار خان نوشیروانی      |           |
| شهدادخان اول نوشیروانی   |           |
| رحمت خان نوشیروانی       |           |
| پوردیل خان نوشیروانی     | ۱۷۱۲–۱۷۴۷ |
| عباس خان دوم نوشیروانی   | ۱۷۴۷–۱۷۴۹ |
| شهدادخان دوم نوشیروانی   | ۱۷۴۹–۱۷۶۰ |
| جهانگیرخان نوشیروانی     | ۱۷۹۶–۱۸۱۰ |
| عباس خان سوم نوشیروانی   | ۱۸۱۰–۱۸۳۳ |
| آزاد خان نوشیروانی       | ۱۸۳۳–۱۸۸۵ |
| نوروز خان نوشیروانی      | ۱۸۸۵–۱۹۰۸ |
| محمد یعقوب خان نوشیروانی | ۱۹۰۸–۱۹۱۲ |
| حبیب‌الله خان نوشیروانی   | ۱۹۱۲–۱۹۵۵ |